# Зерноїд рудочеревий
Зерноїд рудочеревий (Sporophila castaneiventris) — вид горобцеподібних птахів родини саякових (Thraupidae). Мешкає в Південній Америці.

## Опис
Довжина птаха становить 10 см, вага 7,8 г. Виду притаманний статевий диморфізм. У самців голова, верхня частина тіла й боки сизувато-сірі, нижня частина тіла рудувато-каштанова. Очі чорні. лапи сірі, дзьоб чорний. Самиці мають піщано-коричневе забарвлення, нижня частина тіла в них світліша, крила чорнуваті з коричневими краями. Дзьоб оливково-коричневий.

## Поширення і екологія
Рудочереві зерноїди мешкають в Колумбії, на півдні Венесуели (на крайньому захожі Амасонасу), на сході Еквадору і Перу, на північному заході Болівії, в Гаяні, Французькій Гвіані і Суринамі та в Бразилії (на південь до північного заходу Мату-Гросу і півночі Пари, також на північному сході Рорайми і в Амапі). Вони живуть у вологих чагарникових заростях, на луках і болотах, на берегах річок і озер. Зустрічаються зграйками, на висоті до 1500 м над рівнем моря, переважно на висоті до 500 м над рівнем моря. Живляться переважно насінням, а також плодами Cecropia. Гніздо чашоподібне, робиться з сухої трави, розміщується в чагарниках. У кладці 2—3 яйця, інкубаційний період триває 13 днів.